# محمية قبة الحسنة
محمية قبة الحسنة أعلنت محمية طبيعية في عام 1989، تقع المحمية بمنطقة أبو رواش في نهاية وادي الحسنة، على طريق القاهرة - الإسكندرية الصحراوي على بعد ثمانية كيلومترات شمال غرب أهرامات الجيزة. وتبلغ مساحتها حوالي كيلو متر مربع وتتكون من صخور وتكوينات طبيعية فريدة. ومناخ المحمية جاف معتدل.

## خصائص واهمية المحمية
تعكس محمية قبة الحسنة فترة من تاريخ الأرض المعقد ترجع إالى العصور الجيولوجية الوسطى، تتكون المحمية من سلسلة متعاقبة من القباب الصخرية المعتدلة والمقلوبة لا توجد عادة سوى في باطن الأرض، ولقد تعرضت المنطقة إلى العديد من الفوالق، مما ساعد على زيادة وعورة تضاريس المنطقة. ومن أشهر النباتات التي لاتوجد في شمال مصر إلا في هذه المنطقة نبات «سلسولاباكوا» وهو من النباتات الشجيرية القزمية، ذات الجذع الخشبى وله أهمية رعوية لكافة أنواع الحيوانات.
تمثل المحمية تركيبا جيولوجيا معقدا هو جزء من تركيب أكبر معروف باسم تركيب أبو رواش، وللمحمية أهمية علمية وثقافية بالغة للمهتمين بدراسة علم الجيولوجيا في شتى أنحاء العالم حيث تعتبر متحفا طبيعيا مفتوحا للحياة القديمة على الأرض وبيئتها خلال العصر الطباشيري العلوي، أي منذ نحو 100 مليون سنة مضت. وتنتشر في محمية قبة الحسنة حفريات لنباتات سرخسية، وحيوانات أولية تتبع الجوفمعويات والاسفنجيات البحرية، بالإضافة إلى حفريات مرشدة للحيوانات المرجانية ساعدت على تحديد عمر طبقات الصخور القديمة.